# فرماندهی کل نیروهای مسلح لهستان
فرماندهی کل نیروهای مسلح لهستان (انگلیسی: Armed Forces General Command) فرماندهی مشترک نیروهای مسلح لهستان است، که مسئول آموزش رزمی و آمادگی، تدارکات، پرسنل و تکمیل فنی واحدهای نظامی نیروهای مسلح در زمان صلح و بحران است. فرماندهی کل نیروهای مسلح لهستان، فرماندهی اداری واحدها را برعهده دارد که کلیه یگان‌های مسلح در این کشور، تحت کنترل عملیاتی این فرماندهی فعالیت می‌کنند. از مارس ۲۰۲۳ سپهبد ویسلاو کوکولا فرمانده کل نیروهای مسلح لهستان است. این فرماندهی تابع رئیس ستاد کل است.
این فرماندهی توسط یک افسر ۳ ستاره (سپهبد) یا ۴ ستاره (ارتشبد)، تحت عنوان فرمانده کل نیروهای مسلح رهبری می‌شود. معاون اول فرمانده کل نیروهای مسلح، یک افسر ۳ ستاره است و چندین افسر ۲ ستاره (سرتیپ) نیز در نقش‌های معاونین (عملیات، اطلاعات و غیره)، رئیس ستاد فرماندهی کل و بازرسان شاخه‌های مختلف (نیروی زمینی لهستان، نیروی هوایی لهستان و نیروی دریایی لهستان) در این ستاد حضور دارند.